# Dan Darabonț
Dan-Alexandru Darabont (n. 21 septembrie 1964, București, România) este un inginer, doctor în științe inginerești, absolvent în 1990 al Facultății de Mecanică din Universitatea Politehnica București și politician român, membru fondator al PSD. A fost primar al sectorului 6 în perioada iunie 2000 - iunie 2004, iar în 1996 - 2000 a ocupat la aceeași primărie funcția de viceprimar. În 2004 - 2005 a fost prefect al capitalei, iar din octombrie 2010 și până în iunie 2012 a lucrat la Banca Națională a României.
Dan Darabont a fost viceprimar al Capitalei din partea PSD din iulie 2012, funcție din care a demisionat pe 16 martie 2016, mandatul său încetând în 31 martie 2016.

## Activitate științifică
- Autor a 57 de lucrări de cercetare științifică aplicată;
- Autor	a 7 articole publicate în reviste tehnice de specialitate privind domeniile: ergonomie,	ventilație industrială, combaterea zgomotului și vibrațiilor industriale;
- Co-autor al monografiei: Mecanica mașinilor	și instalațiilor	miniere	de săpat și transportat.

## Vezi și
- Lista primarilor sectoarelor bucureștene aleși după 1989